# Vedat Türkali
Vedat Türkali (Samsun, 13 de maig de 1919 - Yalova, 29 d'agost de 2016) va ser un novel·lista, poeta i guionista turc. Va arribar a la fama amb la seva novel·la Bir Gün Tek Başına ("Un dia tot sol"), publicada el 1974.

## Obres
- Bir Gün Tek Başına (novel·la, 1974)
- Eski Şiirler, Yeni Türküler (poemes, 1979)
- Üç Film Birden (guiones, 1979)
- Mavi Karanlık (novel·la, 1983)
- Eski Filmler (guiones, 1984)
- Bu Gemi Nereye (assaigs i memòries, 1985)
- Dallar Yeşil Olmalı (obra teatral, 1985)
- Tek Kişilik Ölüm (novel·la, 1989)
- Özgürlük İçin Kürt Yazıları (assaigs, 1996)
- Güven (novel·la, 1999)
- Komünist (memòries, 2001)
- Yeşilçam Dedikleri Türkiye (novel·la, 2001)
- Bu Ölü Kalkacak (obra teatral, 2002)
- Dallar Yeşil Olmalı (obra teatral, 2002)
- Kayıp Romanlar (novel·la, 2004)
- Yalancı Tanıklar Kahvesi (novel·la, 2009)
- Bitti Bitti Bitmedi (novel·la, 2014)